# Rufisque Ouest
Rufisque Ouest ist einer der drei Stadtbezirke der Großstadt Ville de Rufisque in der Metropolregion Dakar, gelegen im zentralen Westen Senegals. Die Stadtbezirke haben jeweils den Status einer Gemeinde (commune) und sind organisatorisch dem Arrondissement de Rufisque Est unterstellt.

## Geografie
Rufisque Ouest liegt an der Südküste der Cap-Vert-Halbinsel und nimmt den Westen des Stadtgebiets ein. Der Stadtbezirk hat eine Fläche von 11,53 km². und ist fast vollständig bebaut. Benachbarte Kommunen sind im Uhrzeigersinn Mbao (Stadtbezirk von Pikine) im Westen, Jaxaay-Parcelles und Sangalkam im Norden, sowie Rufisque Nord und Rufisque Est im Osten; mit allen ist Rufisque Ouest baulich zusammengewachsen.

## Geschichte
Im Jahr 1996 wurde die städtische Kommune Rufisque in die drei communes d’arrondissement Rufisque Nord (Centre), Rufisque Est und Rufisque Ouest unterteilt und diese wiederum wurden in der Großstadt Ville de Rufisque zusammengefasst; ähnlich der kommunalen Gliederung der Hauptstadt Dakar. Im Jahr 2014 erhielt Rufisque Ouest, wie in Senegal alle communes d'arrondissement, den landesweit einheitlichen Status einer Gemeinde (commune).

## Bevölkerung
Die letzten Volkszählungen ergaben für den Stadtbezirk jeweils folgende Einwohnerzahlen:
| Jahr | Einwohner |
| ---- | --------- |
| 2002 | 33.274    |
| 2013 | 58.890    |
| 2023 | 84.452    |

## Infrastruktur und Verkehr
Durch den Stadtbezirk führen die Verkehrsachsen der Cap-Vert-Halbinsel, die den West-Ost-Verkehr zwischen der Metropole Dakar und dem Rest des Landes aufnehmen müssen. Dieser fließt auf der Nationalstraße N 1 sowie auf der Bahnstrecke Dakar–Niger. Mit der an der Grenze des Stadtgebiets gelegenen Anschlussstelle 9 Rufisque-Ouest – cap des Biches der mautpflichtigen Autoroute 1 gibt es eine schnelle Verbindung in Westrichtung mit der Hauptstadt Dakar und in Ostrichtung mit dem internationalen Flughafen Dakar-Blaise Diagne.
In Rufisque Ouest liegt der Kraftwerkspark Cap des Biches, wo in mehreren Kraftwerksblöcken eine Leistung von über 340 MW installiert ist. Damit konnte 2017 etwa ein Drittel der über das Verbundnetz von Senelec im ganzen Land verbrauchten Energie erzeugt werden.